# Friedland (Brandenburgia)
Friedland d. łuż. Bryland – miasto w Niemczech, w kraju związkowym Brandenburgia, na Dolnych Łużycach, w powiecie Oder-Spree.

## Geografia
Friedland leży 8 km na południe od Beeskow, na trasie drogi krajowej B168.
Dzielnice Miasta:
| - Chossewitz - Groß Briesen - Groß Muckrow - Günthersdorf - Karras | - Klein Muckrow - Kummerow - Leißnitz - Lindow - Niewisch | - Pieskow - Reudnitz - Schadow - Weichensdorf - Zeust |